# Саксонов Микола Миколайович
Саксонов Микола Миколайович (6 січня 1923 — 2 листопада 2011) — російський важкоатлет.
Срібний призер Олімпійських Ігор 1952 року в категорії до 60 кг.
Чемпіон світу 1953 року в категорії до 60 кг.
Чемпіон Європи 1953 року в категорії до 60 кг, срібний призер 1952 року в категорії до 60 кг.